# Rælingen Skiklubb
Der Rælingen Skiklubb ist ein Wintersportverein aus der norwegischen Stadt Rælingen.

## Geschichte
Der Verein wurde am 31. März 1930 gegründet, um in Rælingen organisiert Skispringen, Skilanglauf sowie Ski Alpin anbieten zu können. 1959 baute man mit dem Marikollen Skisenter ein vereinseigenes Wintersportzentrum, bestehend aus Skisprungschanzen und Langlaufloipen und Abfahrtspisten. Ab 1963 trug der Verein mehrfach nationale Meisterschaften in seinen Sportstätten aus. 1987 war der Verein gemeinsam mit Weltskiverband Ausrichter des Skisprung-Weltcups sowie von 1999 bis 2002 Ausrichter von Springen im Skisprung-Continental-Cup. Im Sommer veranstaltet der Verein im Nachwuchsbereich Skiroller-Ausbildungen und -Wettbewerbe.

## Bekannte Sportler
Ski Alpin
- Henrik Kristoffersen (Olympiabronze 2014)

Skispringen
- Arnfinn Karlstad
- Marius Lindvik (Olympiasieger 2022)